# كلوديوس ألبينوس
كلوديوس ألبينوس هو امبراطور روماني غاصب من القرن الثاني. ولد في حوالي سنة 150 في حضرموت في أفريقيا لعائلة رومانية نبيلة. دخل الجيش أثناء حكم الإمبراطور ماركوس أوريليوس. في عصر الإمبراطور كومودوس جعله قائد للجيش في غاليا بلجيكا وثم حوّله إلى بريطانيا. بعد نشر الإشاعات الكاذبة عن موت الإمبراطور أعلنه جيشه كإمبراطور في بريطانيا ونادوا بكون كومودوس أنه طاغية. بعد وفاة كومودوس لم يقبل مجلس الشيوخ الروماني إعلان نفسه كإمبراطور . فسُحب اللقب منه في سنة 193. بعد تولي سبتيموس سفيروس اختلف معه حول تنصيبه كخلف له. حيث قام سيفيروس بإعلان أن ابنه كاراكلا هو خلفه. ليعلن نفسه امبراطور في شمال الغال وبريطانيا في سنة 196. واجه سيفيروس في معركة قرب لوغدونوم (ليون حالياً) هزم في تلك المعركة في سنة 197 ويعتقد أنه انتحر بعد الهزيمة أما أفراد عائلته والموالون له تم قتلهم كلهم هناك.